# Deutschland (Schiff, 1998)
Die Deutschland, seit 2015 jeweils von September bis April World Odyssey, ist ein Kreuzfahrtschiff, das nach der Insolvenz der Reederei Peter Deilmann von der MS „Deutschland“ Beteiligungsgesellschaft betrieben wurde. In einem weiteren Insolvenzverfahren ist das Schiff im März 2015 an ein US-Unternehmen verkauft worden, das es für die Organisation Semester at Sea einsetzt. Bis zum Verkauf war die Deutschland das letzte Hochseekreuzfahrtschiff, das unter deutscher Flagge fuhr. Heimathafen war Neustadt in Holstein.
Die Deutschland wurde vom Germanischen Lloyd mit „100 A5 E1 mit Freibord 2,3 m“ und der Eisklasse E1 klassifiziert. Das Schiff ist als Traumschiff in der gleichnamigen Fernsehserie bekannt geworden, für die es ab 1999 genutzt wurde. Ab 2006 war die Deutschland auch Drehort für den Traumschiff-Ableger Kreuzfahrt ins Glück. 2015 wurde sie als Drehort beider Serien durch die Amadea abgelöst.

## Geschichte

### Bau und Ablieferung
Das für weltweite Kreuzfahrten konzipierte Schiff wurde am 1. Dezember 1996 bei der Howaldtswerke-Deutsche Werft AG (HDW) in Kiel mit der Baunummer 328 auf Kiel gelegt. Am 16. Januar 1998 schwamm das Schiff zum ersten Mal auf. Die Übergabe an die Reederei fand am 11. Mai 1998 statt, nachdem der ehemalige Bundespräsident Richard von Weizsäcker die Taufe vollzogen hatte. Am 16. Mai 1998 lief die Deutschland zur Jungfernkreuzfahrt in Richtung Norwegen aus.

### Einsatz

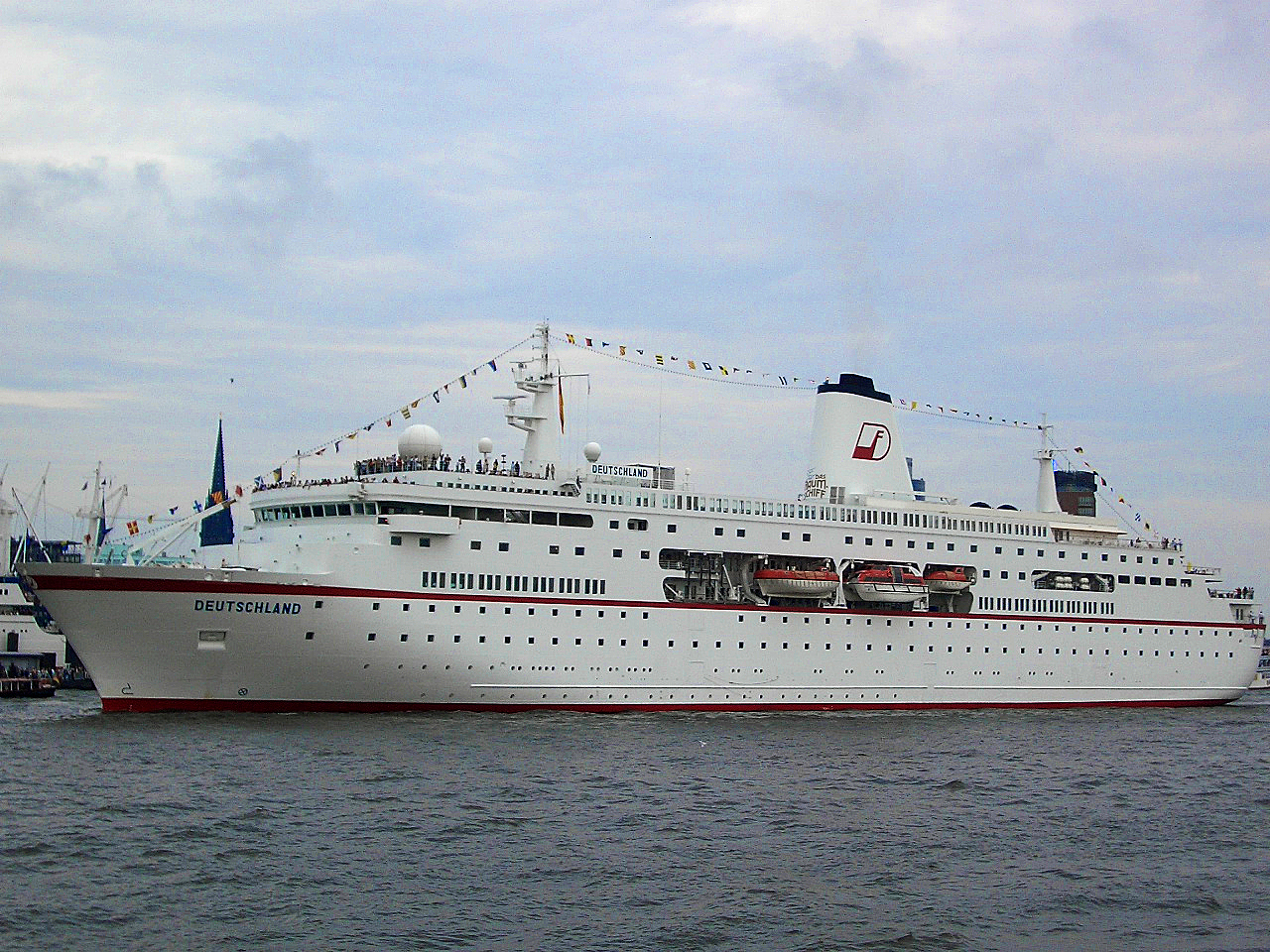
Die Deutschland mit ursprünglicher Schornsteinmarke

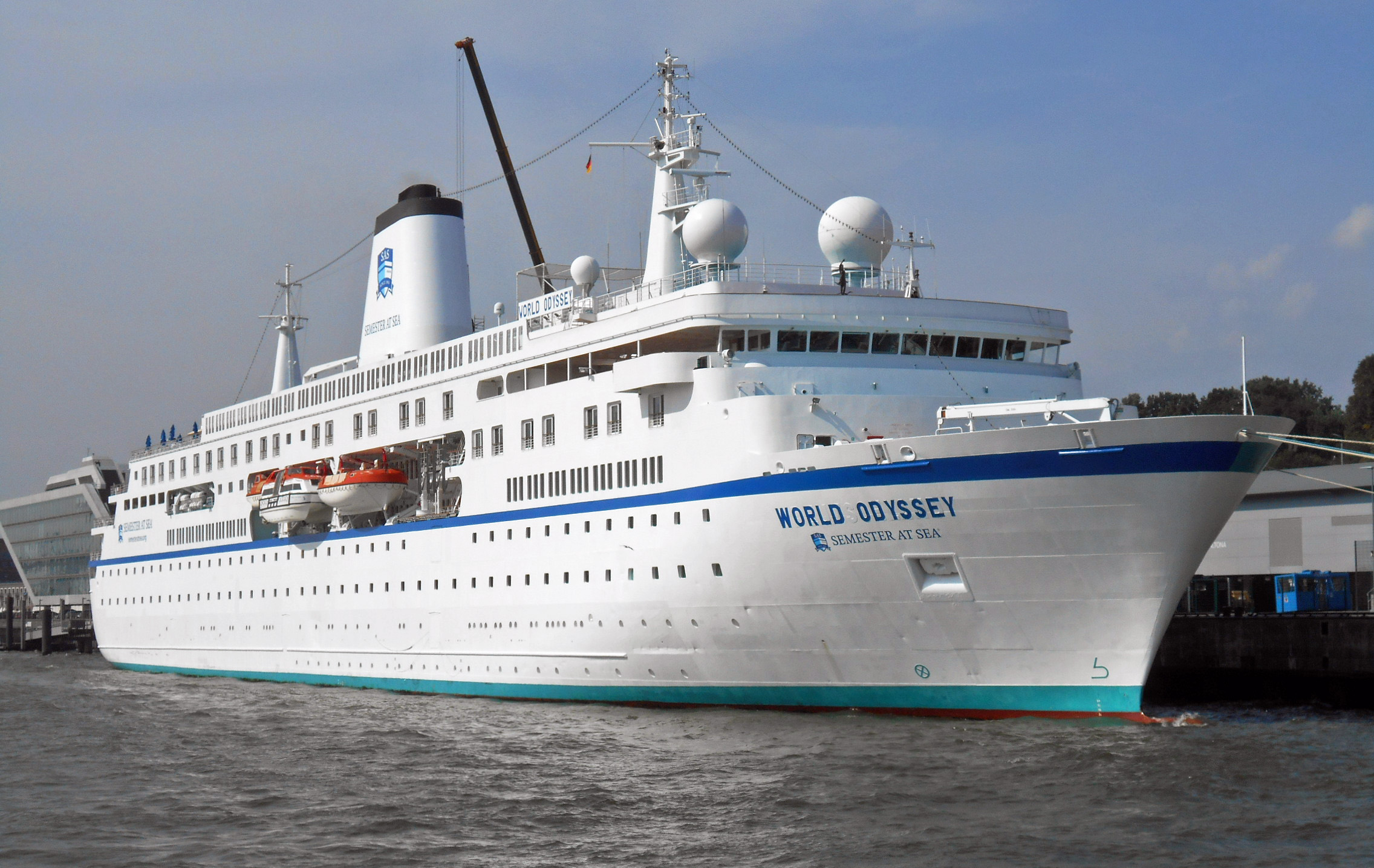
Als World Odyssey 2018 in Hamburg

In den Sommermonaten befuhr das Schiff von einem deutschen Basishafen (z. B. Kiel, Lübeck, Travemünde oder Hamburg) aus die norwegischen Fjorde und die Ostsee. Während es das Frühjahr und den Herbst in der Regel im Mittelmeer verbrachte und die Kanarischen Inseln ansteuerte, wurden im europäischen Winter meist Ziele wie Asien, Südafrika und die Karibik angeboten. Darüber hinaus war die Deutschland dreimal auf Weltreise. Aus nicht näher bekannten Gründen ist die Breite des Schiffs (inkl. Brückennocks) nur geringfügig größer als die Seawaymax-Spezifikation, weshalb eine Befahrung z. B. der Great Lakes in Nordamerika nicht möglich ist.
Im Jahr 2000 war das Schiff als Botschafterin für die Expo 2000 in Hannover unterwegs. Im Rahmen der Olympischen Sommerspiele im selben Jahr in Sydney war es Gästeschiff des Nationalen Olympischen Komitees Deutschlands, ebenso 2004 bei den Olympischen Sommerspielen in Athen, wo das Schiff in Piräus lag.
2008 feierte die Deutschland ihren zehnten Geburtstag im Rahmen einer Jubiläumskreuzfahrt.
Zu den Olympischen Sommerspielen 2012 in London trug die Deutschland den Beinamen „Deutsches Schiff London 2012“ und diente während ihres Aufenthalts in London als schwimmendes Hotel- und Gästeschiff. Für die deutschen Athleten bestand danach die Möglichkeit, mit der Deutschland von London nach Hamburg zu reisen.

### Streit um Ausflaggung
Die Deutschland war das einzige noch unter deutscher Flagge fahrende Kreuzfahrtschiff. Die Reederei Deilmann kündigte im Mai 2012 an, das Schiff aus Kostengründen künftig unter der Flagge Maltas fahren zu lassen. Die Ankündigung führte zu öffentlich ausgetragenen Protesten, auch von Kapitän Andreas Jungblut. Im Rahmen der Olympischen Sommerspiele lag die Deutschland als deutsches Schiff in London, als die Debatte um die Ausflaggung ein breites Medienecho fand. Die Reederei Peter Deilmann kündigte daraufhin am 30. Juli 2012 an, auf die Ausflaggung zu verzichten und die Deutschland weiter unter deutscher Flagge und im Schiffsregister Neustadt in Holstein zu führen.

### Insolvenz des Eigners 2014

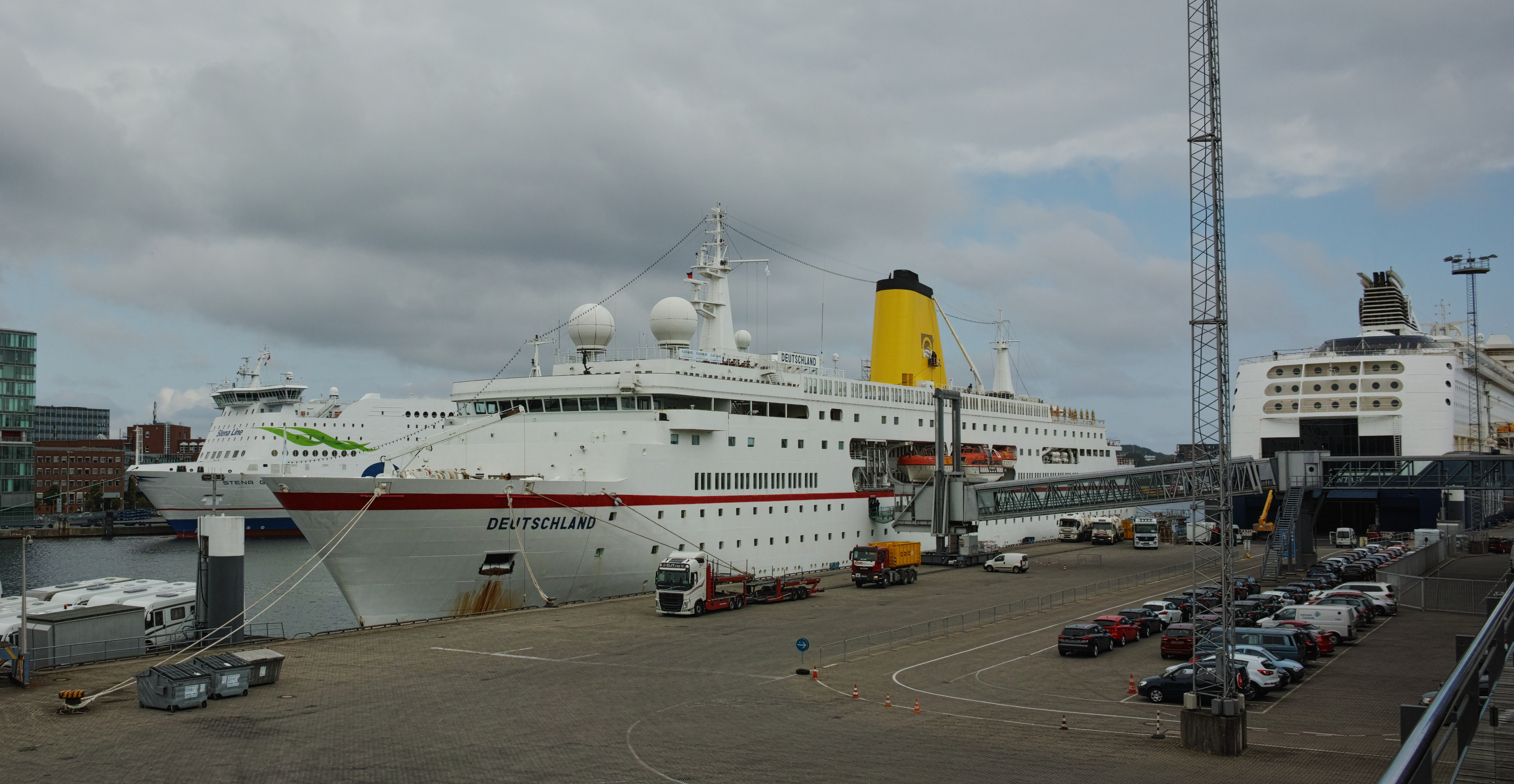
Die Deutschland am 9. Juni 2015 in Kiel. Am Schornstein finden noch Malerarbeiten statt.

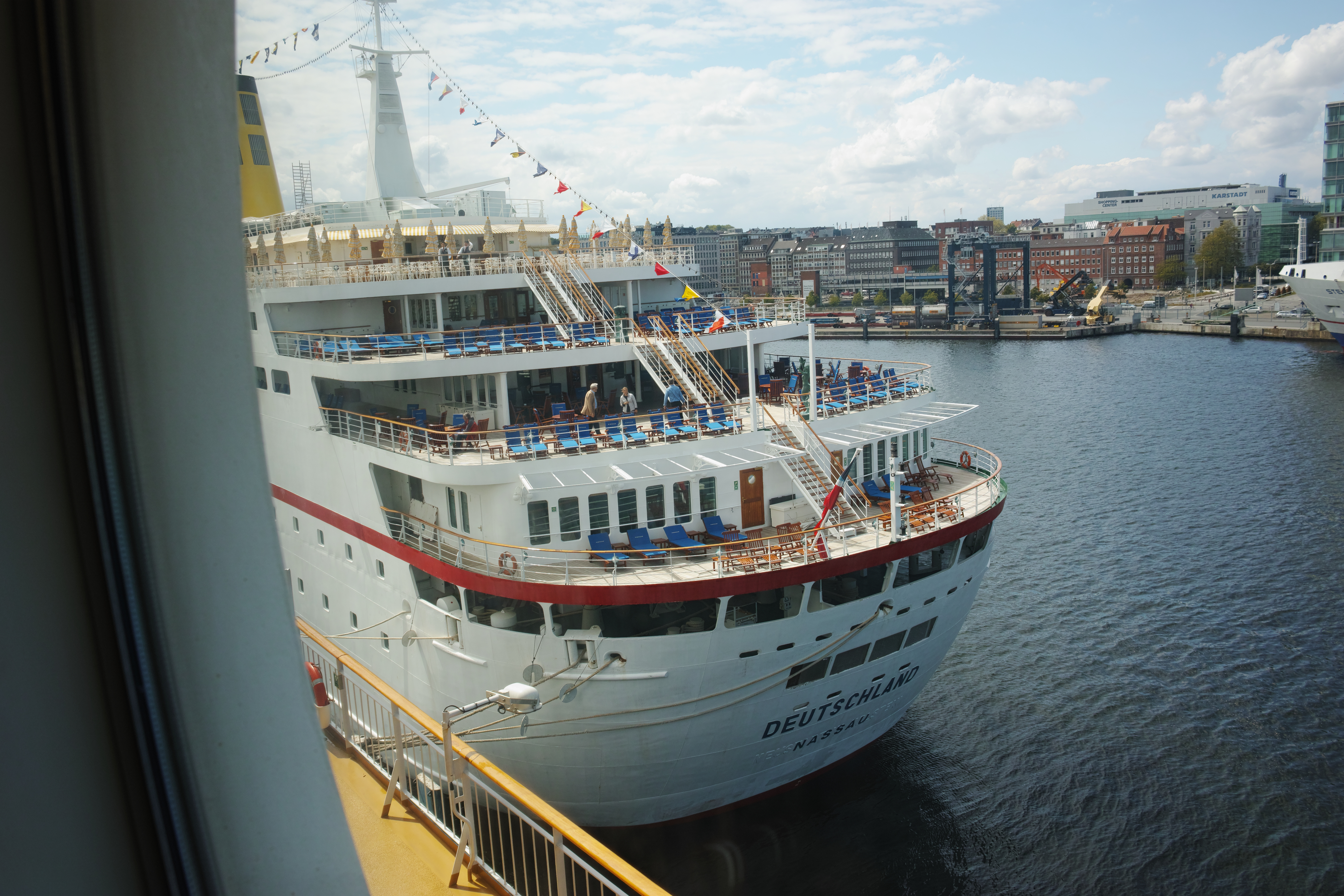
Das Heck der Deutschland am 9. Juni 2015 mit dem neuen Heimathafen Nassau.

Am 29. Oktober 2014 stellte die Eignergesellschaft des Schiffes, die MS ‚Deutschland‘ Beteiligungs GmbH, einen Antrag auf Eröffnung des Insolvenzverfahrens. Seit der Gläubigerversammlung am 12. November 2014 zeichnete sich ein Verkauf der Deutschland ab. Am selben Tag beendete die Deutschland auch ihre vorerst letzte Kreuzfahrt in Lissabon. Da die potentiellen Käufer bis zum 27. November 2014 keine ausreichenden Finanzierungsnachweise vorgelegt hatten, konnte die für den Klassenerhalt erforderliche Werftliegezeit nicht in Auftrag gegeben werden. Zwei Kurzreisen und eine geplante Weltreise wurden abgesagt. Das Insolvenzverfahren gegen Reederei und Betreibergesellschaft wurde beim Amtsgericht Eutin eröffnet. Am 20. Januar 2015 wurde bekannt, dass der Insolvenzverwalter alle schon geplanten Reisen abgesagt hatte. Die Besatzung wurde freigestellt. Bereits bezahlte Reisen waren durch eine Versicherung abgesichert.

### Verkauf und weitere Nutzung seit 2015
Am 24. März 2015 teilte der Insolvenzverwalter mit, dass das Schiff an ein US-Unternehmen verkauft worden ist. Während der Verkaufsverhandlungen lag die Deutschland vor Gibraltar. Am 19. Mai 2015 wurde das Schiff übergeben und auf die Billigflagge der Bahamas umgeflaggt.
Im Sommer 2015 wurde das Schiff für knapp zwei Monate von der Kreuzfahrtreederei Plantours eingesetzt, weil die für Plantours fahrende Hamburg nach einer Grundberührung für mehrere Wochen ausfiel. Aufgrund der großen Nachfrage verlängerte Plantours den Chartervertrag um 13 Tage. Anschließend wurde das Schiff bei der Lindenau-Werft in Kiel umgebaut.
Ende August 2015 wurde das Schiff in World Odyssey umbenannt. Seit Herbst 2015 ist es im Wintersemester für den US-Veranstalter Semester at Sea mit bis zu 600 Studenten unterwegs. Der Charter läuft bis mindestens 2027.
Seit 2016 fährt das Schiff in den Monaten Mai bis September unter dem Namen Deutschland für Phoenix Reisen. Phoenix Reisen vereinbarte Ende 2015 zunächst einen Charter für fünf Jahre. Im Frühjahr 2016 wurde die World Odyssey auf der Navantia-Werft in Cádiz umgebaut. Dabei wurden die Außenkabinen auf den Decks 7 und 8 mit französischen Balkonen versehen. Im Januar 2018 kaufte Delos Cruise das Schiff. Dabei wurde die Charter mit Phoenix Reisen bis 2025 verlängert.

### Zwischenfälle
Während die Deutschland am 23. Mai 2010 im norwegischen Hafen Eidfjord lag, brach gegen 12.30 Uhr aus ungeklärter Ursache ein Feuer im Maschinenraum aus. An Bord befanden sich zu diesem Zeitpunkt 607 Personen, davon 364 Passagiere. Alle Passagiere und der größte Teil der Besatzung sowie zwei norwegische Lotsen wurden unverletzt von Bord gebracht, nur ein kleiner Teil der Besatzung blieb an Bord. Gegen Abend wurde der Brand nach Angaben der Feuerwehr endgültig gelöscht. Die 364 Passagiere traten am 24. Mai 2010 mit Bussen, Fähren oder Flugzeugen über Oslo die Heimreise an. Nach der Schadensaufnahme im Hafen von Hanøytangen (nördlich von Bergen) wurde die Deutschland mit dem Schlepper Bugsier 3 nach Hamburg zur Werft Blohm + Voss gebracht und dort zur Reparatur gedockt. Neben den Reparaturarbeiten wurden auch weitere Arbeiten am Schiff, das 30 Tage in der Werft blieb, durchgeführt. Der Brandschaden in Höhe von etwa zwei Millionen Euro wurde von der Versicherung bezahlt. Nach drei abgesagten Reisen nahm die Deutschland am 3. Juli 2010 ihr Kreuzfahrtprogramm von Hamburg aus wieder auf.
Am 15. Januar 2012 hatte die Deutschland im Beagle-Kanal eine Grundberührung. Niemand wurde verletzt und das Schiff konnte seine Reise nach einer Untersuchung fortsetzen. Die Bundesstelle für Seeunfalluntersuchung hat den Seeunfall untersucht und einen Bericht veröffentlicht.

## Maschinenanlage und Antrieb

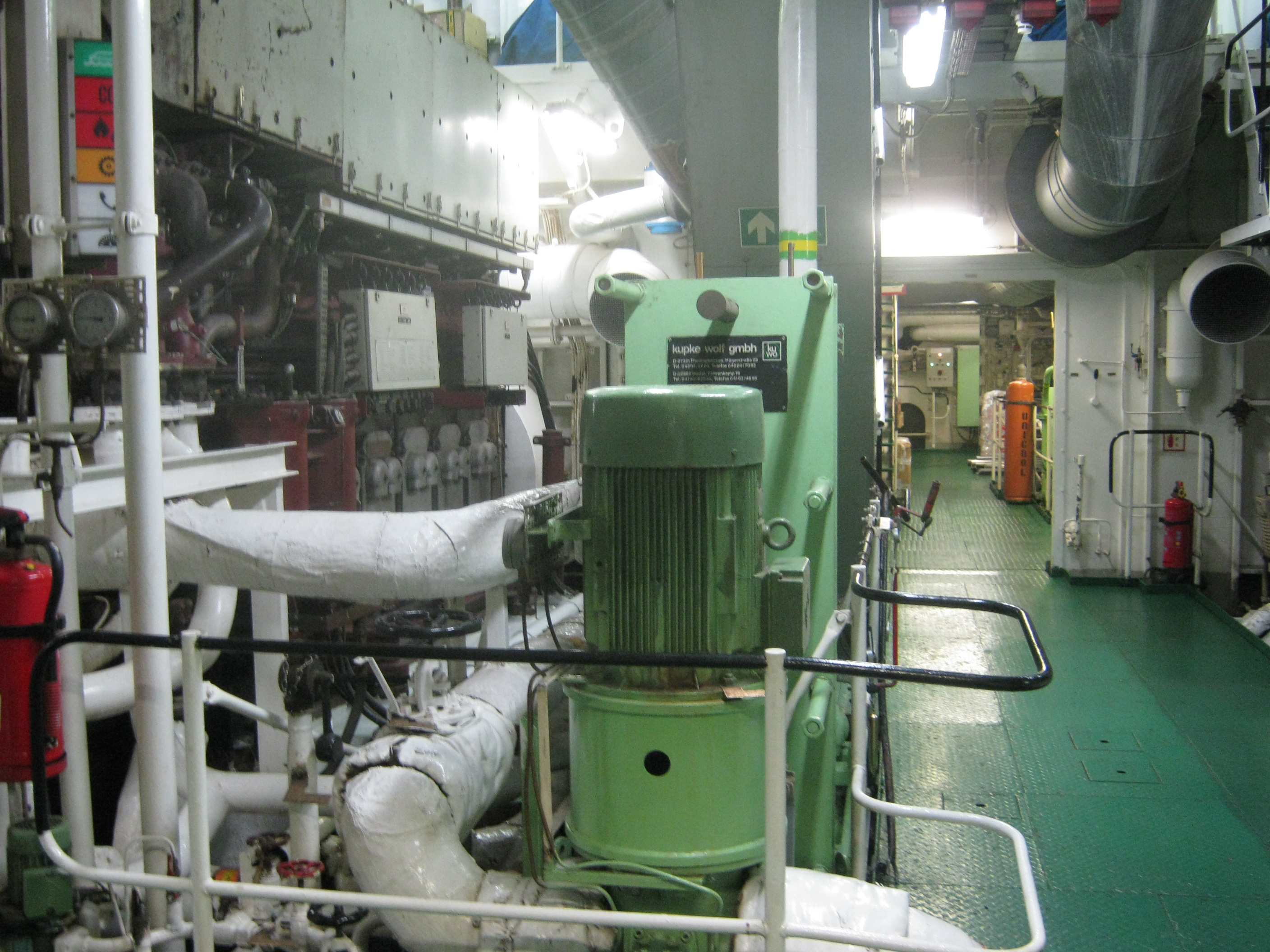
Maschinenraum

Die Deutschland hat einen konventionellen dieselmechanischen Antrieb. An Backbord und Steuerbord sind jeweils ein Achtzylinder-Reihendieselmotor des Typs MaK 8M32 und ein Sechszylinder-Reihendieselmotor des Typs MaK 6M32 zu einer Antriebsgruppe („Vater“ und „Sohn“) zusammengefasst. Die Nenndrehzahl der Motoren beträgt 600/min. Sie treiben über Reduktionsgetriebe („Doppelmotorengetriebe“) und Wellenleitung jeweils einen der beiden Verstellpropeller mit einer konstanten Drehzahl von 164/min an. Über einen zusätzlichen Kraftausgang an jedem der beiden Hauptgetriebe werden die Hauptgeneratoren (Wellengeneratoren) des Schiffes angetrieben. Jeder Generator leistet 3000 kVA.
Ausschließlich für die Stromversorgung des Schiffes stehen zwei weitere Generatoren der AEM Dessau bereit, die von Dieselmotoren des Typs MaK 9M20 angetrieben werden. Sie erzeugen eine Leistung von je 1800 kVA. Der Notstromgenerator leistet 325 kVA.
Bereits im Mai 1999 musste bei HDW in Rendsburg die Bordwand des Schiffes aufgeschnitten werden, um die hochbelasteten Getriebe durch Neubauten von Renk zu ersetzen. Neben geringen Schäden war vor allem die Geräuschentwicklung für die Reederei nicht mehr hinnehmbar, da deswegen zuvor 40 Kabinen nicht mehr belegt werden konnten.

## Kabinen und Bordeinrichtungen

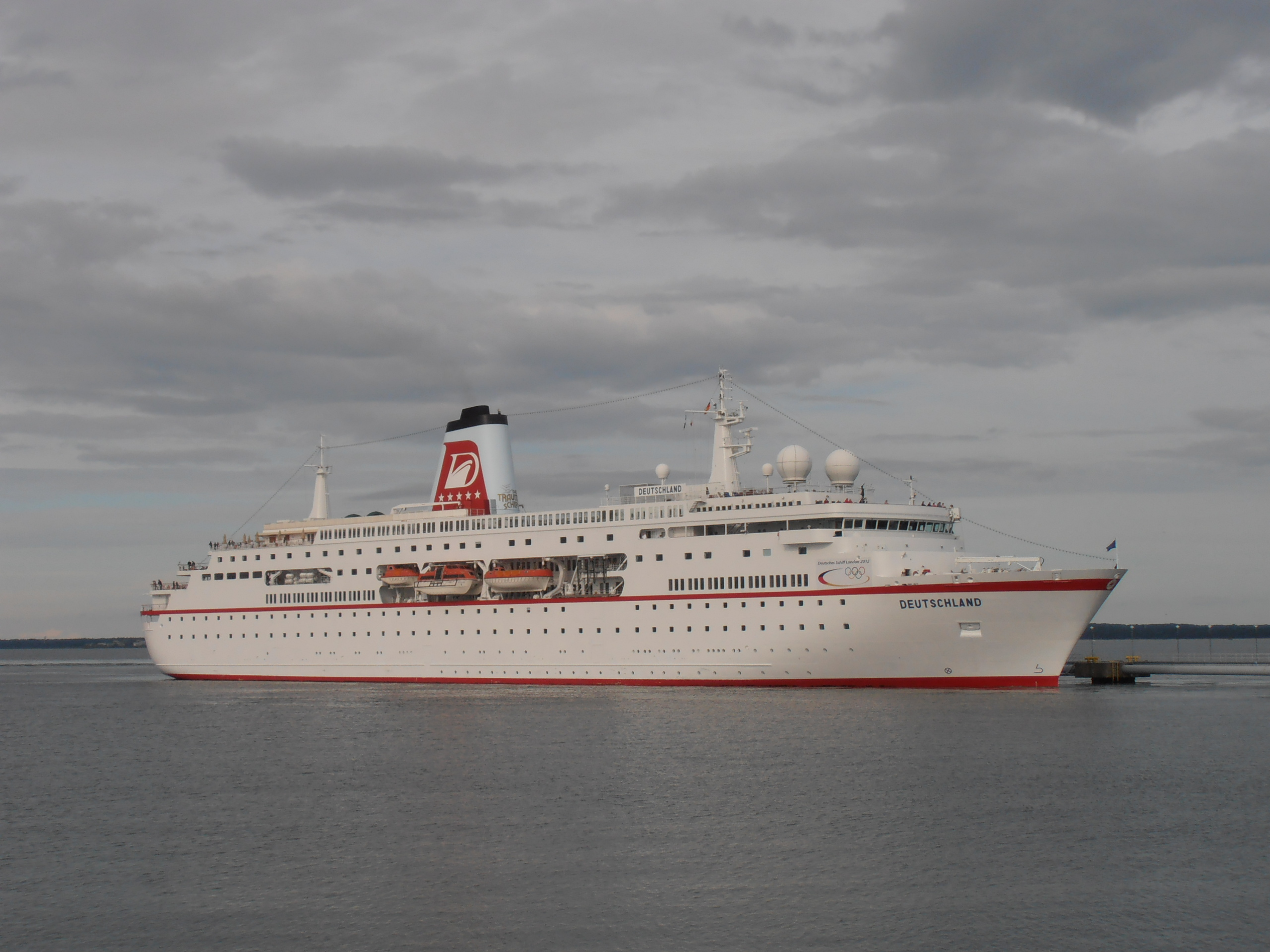
Die Deutschland mit neuer Schornsteinmarke (ab 2011)

Die Ausstattung der Deutschland orientiert sich am Stil der Grand Hotels der zwanziger Jahre. In Kabinen und öffentlichen Bereichen findet man Stilelemente des Klassizismus, des Jugendstils und des Art déco. Das Schiff wurde vom DEHOGA-Ausschuss für Hotelklassifizierung mit der höchsten Bewertung „5-Sterne-Superior“ ausgezeichnet. Diese Auszeichnung ist laut einem Urteil des Landgerichts Berlin für diese Schiffe nicht zulässig und darf seit 2012 nicht mehr verwendet werden. Die Deutschland war ursprünglich für 620 Passagiere in 318 Kabinen vorgesehen. Nach Umbauten bietet sie Platz für 520 Passagiere in 293 Kabinen, die in fünf Kategorien („Grande-Suite“, „Suite“, „Klassik“, „Komfort“ und „Kabinett“) aufgeteilt waren. Eine Kabine an Bord ist behindertengerecht ausgebaut.
Neben dem „Kaisersaal“, in dem Konzerte, Bälle und ähnliche Veranstaltungen stattfinden, umfassen die öffentlich zugänglichen Bordeinrichtungen:
- Restaurants („Berlin“, „Vier Jahreszeiten“ und „Lido“)
- Bars („Zum Alten Fritz“, „Lido-Café“, „Lido-Bar“, „Lido-Grill“, „Lido-Terrasse“ sowie die Poolbar)
- Salon („Lili Marleen“)
- Bibliothek
- Kino bzw. Konferenzraum
- Sportzentrum
- Pools auf dem Kur-Deck und dem Lido-Deck
- Wellnessbereich
- Krankenstation mit Dialyse

## Trivia

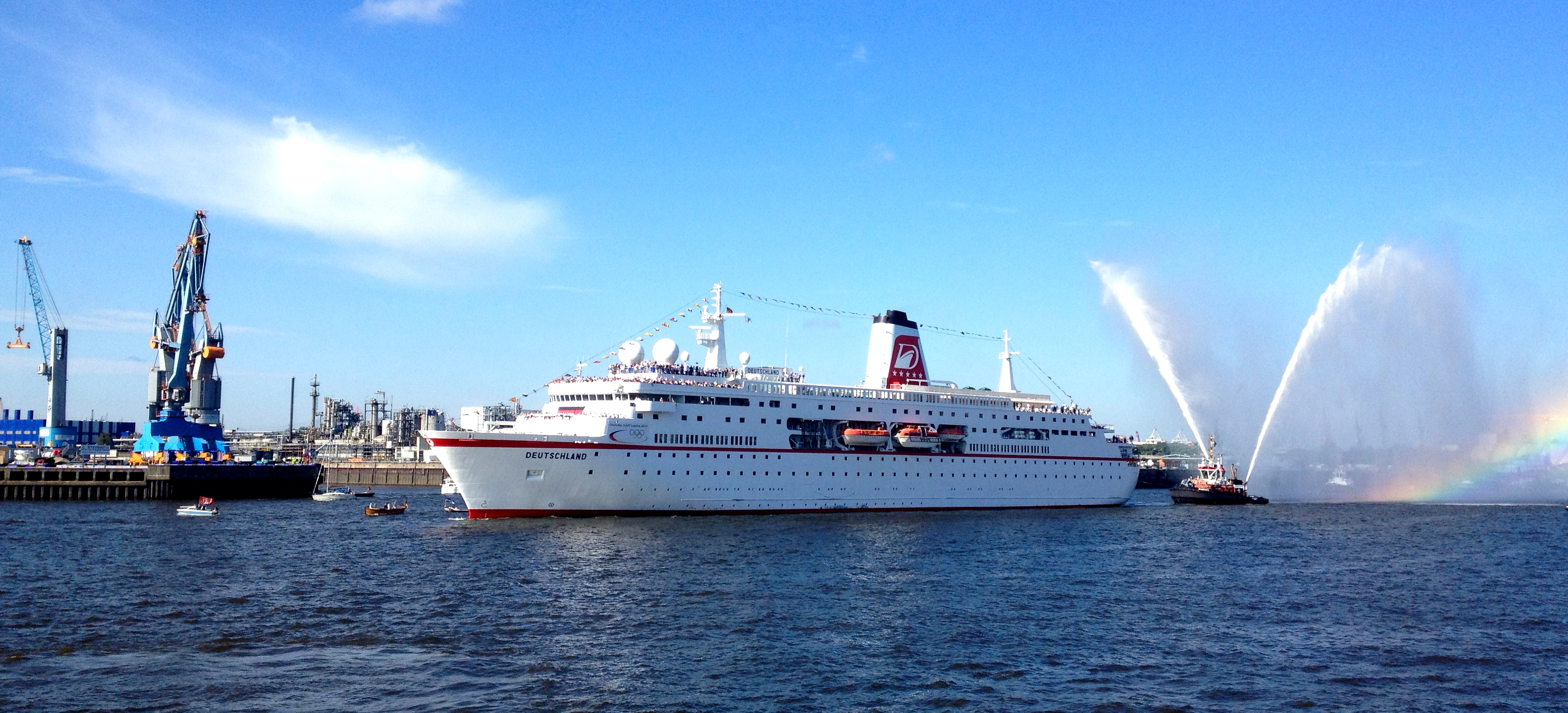
Das Olympiaschiff Deutschland bringt die deutschen Olympiaathleten in den Hamburger Hafen am 15. August 2012

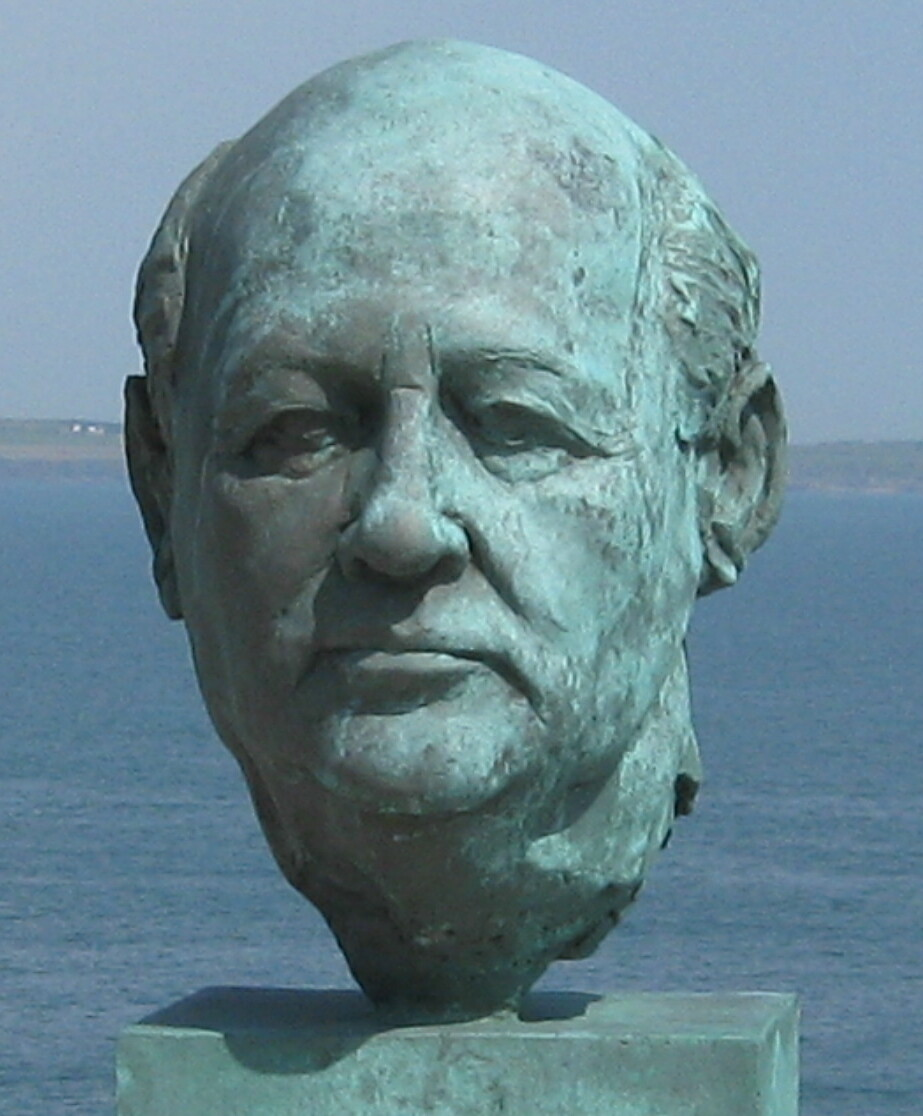
Gorbatschow-Büste auf der Deutschland

- Der britische Kreuzfahrtführer A Brit’s Guide to Cruising stufte die Deutschland in seiner Ausgabe 2000 als bestes „Ultra-Deluxe Ship“ ein, wohingegen das Schiff in Douglas Wards Kreuzfahrtschiffshandbuch Berlitz Guide Ocean Cruising & Cruise Ships keine Bestnote bekam. Reeder Deilmann ging daraufhin gerichtlich gegen letzteres Buch vor und erreichte ein Verbot des Vertriebs der Ausgabe 1998 in Deutschland. Die Schiffe der Reederei Deilmann wurden danach im Berlitz Guide nicht mehr bewertet.[31]
- 99 der 100 Passagiere, die beim Absturz der Concorde am 25. Juli 2000 ums Leben kamen, planten in New York als Passagiere an Bord der Deutschland zu gehen.
- Im Rahmen eines Projektes der Sendung Kopfball extrem des Westdeutschen Rundfunks vom 3. Juli 2007 lief Dirk Gion in der Kieler Förde der Ostsee etwa fünf Minuten hinter der Deutschland Wasserski.
- Am 11. August 2012 demolierten die Mitglieder der deutschen Hockeynationalmannschaft der Herren Teile der Inneneinrichtung, nachdem sie die Goldmedaille im Rahmen der Olympischen Sommerspiele 2012 in London gewonnen hatten.[32] Am 15. August 2012 traf die Deutschland dann in Hamburg (Cruise Terminal HafenCity) ein und die deutschen Sportler auf dem Schiff wurden von zehntausenden Schaulustigen begrüßt.[33]
- An Bord sind Büsten von Johann Sebastian Bach, Albrecht Dürer, Friedrich II. (Preußen), Johann Wolfgang von Goethe, Michail Gorbatschow, Heinrich Heine, Arthur Schopenhauer und Richard Wagner präsentiert.